# 一坪地主
一坪地主（ひとつぼじぬし）とは、土地所有者が土地を1坪（約3.3 m2）以下まで細かく分割して他の人物に分けあい、登記簿上の名義人（地権者）を増やすこと。対象の土地は一坪共有地と呼ばれる。

## 概要
NIMBYによる反対運動や、自然環境保護などのために土地収用手続を煩雑化させたり、地元の反対派の人数の多さを示す住民運動の一環として、一坪地主になることがある。
行政側は土地収用のために一坪地主に対して一人ずつ対応する必要になるが、行方不明だったり外国に出ていたりすると、土地収用が一層進みにくくなる。また、地元の反対派の人数の多さとして強調されることもあるが、NIMBYという思想で当該地域の問題を知るまでは、当該地域と全く縁がない地権者もいる。
実際の例として、成田空港問題（三里塚闘争）の空港反対運動における一坪共有地運動、東北・上越新幹線反対運動、沖縄県の基地反対運動における一坪反戦地主会などがある。

## 成田空港問題の事例
三里塚闘争での一坪共有地運動は、当初日本社会党（社会党）が推進したものであり、成田知巳や佐々木更三をはじめとする社会党議員らも参加した。元新東京国際空港公団副総裁の山本力蔵が「影響は大変だった。社会党役員のそうそうたる名前がある。天下の政党がそんなことをやるとは夢にも思わなかっただけに脅威だった」と倦みながら述懐している。社会党は砂川闘争の教訓から裁判で結論が出るまでに時間がかかって国もあきらめざるを得なくなると考えていた。
運動は約700人の共有で始まり、一時約1200人にまで膨らんだが、空港公団の買収により約400人に減った。このため、三里塚芝山連合空港反対同盟は1983年に再分割運動を進めた結果、85年には土地所有者が約1400人に増加し、2008年は約1100人程度と推計される。なお、この再分割の是非を巡る意見対立などから反対同盟は北原派と熱田派に分裂している。